# دهنو (باقران)
دهنو (بالفارسية: ده نو) هي مستوطنة تقع في إيران في قسم باقران الريفي. يقدر عدد سكانها بـ 442 نسمة .